# فرانك تشو (فنان أداء)
فرانك تشو (بالإنجليزية: Frank Chu)‏ هو فنان أداء أمريكي، ولد في 24 مارس 1960.